# 旋法
旋律的进行法则。作为作曲技法来说，讲的是音乐旋律创作的方法和规律。例如：跳进，级进，模进，对比，起承转合，同头换尾等。作为音乐现象来讲，旋法是受不同地域文化和社会习俗影响而形成的不同音乐风格，是一种社会自发性产生的音乐创作形式和审美形态。